# بومی‌سازی زبان
بومی‌سازی زبان روند بومی‌کردن ترجمه برای مناطق یا کشورهای چندزبانه است که به انگلیسی Language localisation گفته می‌شود. ریشه کلمه انگلیسی از کلمه لاتین Locus به معنای محل گرفته شده است.
در سال‌های اخیر با توجه به گسترش نرم‌افزارهای رایانه‌ای و محصولات دیجیتال همچون وب سایت‌ها بومی‌سازی بخشی مهم از شرکت‌های بزرگ به شمار می‌رود.
تیم‌های بومی‌ساز سعی دارند که محتوای مربوط به هر کشور و زبان را برای مخاطبان تولید کنند، برای مثال اگر سایتی قرار است دو مطلب فارسی برای مخاطبان ایرانی و افغانستانی داشته باشد؛ تیم بومی‌ساز وظیفه دارد که ترجمه را برای مخاطبان این دو کشور بازبینی و بازنویسی کند.